# TTC19
TTC19 (англ. Tetratricopeptide repeat domain 19) – білок, який кодується однойменним геном, розташованим у людей на короткому плечі 17-ї хромосоми. Довжина поліпептидного ланцюга білка становить 380 амінокислот, а молекулярна маса — 42 457.
| 10         |  | 20         |  | 30         |  | 40         |  | 50         |
| ---------- |  | ---------- |  | ---------- |  | ---------- |  | ---------- |
| MFRLLSWSLG |  | RGFLRAAGRR |  | CRGCSARLLP |  | GLAGGPGPEV |  | QVPPSRVAPH |
| GRGPGLLPLL |  | AALAWFSRPA |  | AAEEEEQQGA |  | DGAAAEDGAD |  | EAEAEIIQLL |
| KRAKLSIMKD |  | EPEEAELILH |  | DALRLAYQTD |  | NKKAITYTYD |  | LMANLAFIRG |
| QLENAEQLFK |  | ATMSYLLGGG |  | MKQEDNAIIE |  | ISLKLASIYA |  | AQNRQEFAVA |
| GYEFCISTLE |  | EKIEREKELA |  | EDIMSVEEKA |  | NTHLLLGMCL |  | DACARYLLFS |
| KQPSQAQRMY |  | EKALQISEEI |  | QGERHPQTIV |  | LMSDLATTLD |  | AQGRFDEAYI |
| YMQRASDLAR |  | QINHPELHMV |  | LSNLAAVLMH |  | RERYTQAKEI |  | YQEALKQAKL |
| KKDEISVQHI |  | REELAELSKK |  | SRPLTNSVKL |  |            |  |            |

A: Аланін

C: Цистеїн

D: Аспарагінова кислота

E: Глутамінова кислота

F: Фенілаланін

G: Гліцин

H: Гістидин

I: Ізолейцин

K: Лізин

L: Лейцин

M: Метіонін

N: Аспарагін

P: Пролін

Q: Глутамін

R: Аргінін

S: Серин

T: Треонін

V: Валін

W: Триптофан

Задіяний у таких біологічних процесах, як клітинний цикл, поділ клітини. 
Локалізований у цитоплазмі, цитоскелеті, мембрані, мітохондрії, внутрішній мембрані мітохондрії.